# Sosnovka (oblast de Kirov)
Ne pas confondre avec Sosnovskoïe.
Sosnovka (en russe : Сосновка) est une ville de l'oblast de Kirov, en Russie. Sa population s'élevait à 11 845 habitants en 2013.

## Géographie
Sosnovka est située sur la rive gauche de la rivière Viatka, à 279 km au sud de Kirov et à 850 km à l'est de Moscou.

## Histoire
Sosnovka est mentionnée pour la première fois en 1699. Au début du XXe siècle, Sosnovka se transforma en un village industriel avec une scierie et une usine de cordages. En 1962 Sosnovka accéda au statut de ville.

## Population
Recensements (*) ou estimations de la population
| 1939* | 1959*  | 1970*  | 1979*  | 1989*  |
| ----- | ------ | ------ | ------ | ------ |
| 6 000 | 14 115 | 16 478 | 15 657 | 15 179 |

| 2002*  | 2010*  | 2012   | 2013   | 2014 |
| ------ | ------ | ------ | ------ | ---- |
| 12 840 | 11 960 | 11 856 | 11 845 | -    |